# Kvinnlig politisk representation

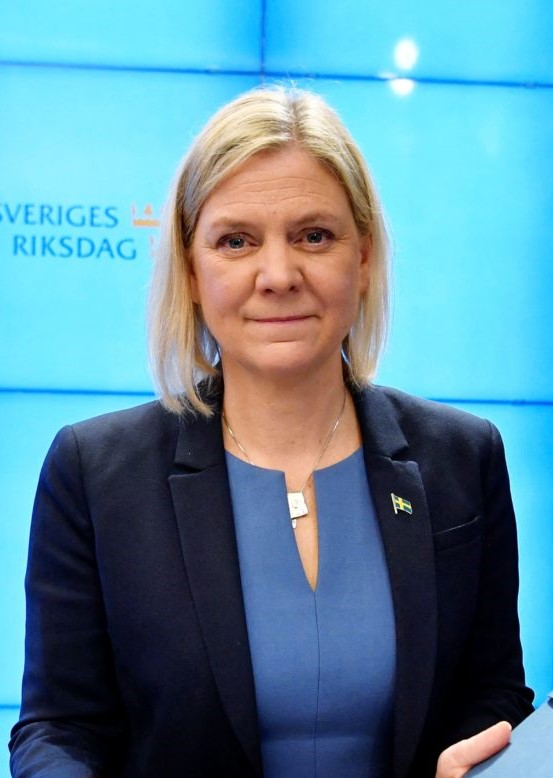
Magdalena Andersson.

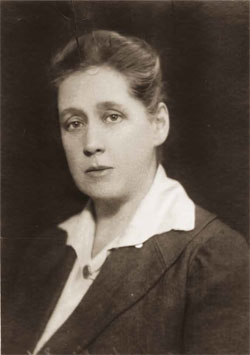
Sofia Panina.

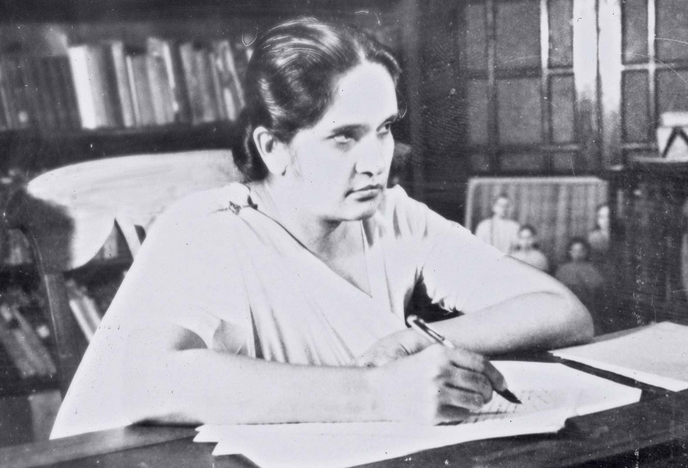
Sirimavo Bandaranaike, 1960.

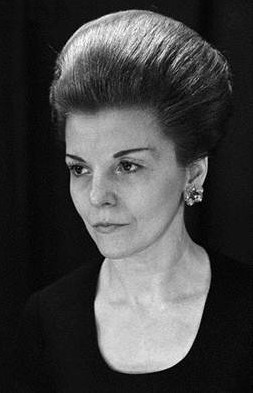
Isabel Martinez de Peron.

Kvinnlig politisk representation syftar på kvinnors representation på formella politiska poster inom ett modernt parlamentariskt politiskt system, så som inom politiska partier, parlament och regeringar. Av historiska skäl har kvinnors politiska representation skilt sig från mäns, och blivit föremål för forskning i olika sammanhang. 

## Historik
Inom förparlamentariska politiska system, vanligen monarkier, har både män och kvinnor utövat politisk makt som monarker och olika typer av regenter. Kvinnliga makthavare i form av monarker och regenter har alltid funnits, även om dessa normalt var i minoritet. 
När det moderna parlamentariska systemet infördes under 1800- och 1900-talen reserverades politiska ämbeten för personer med rösträtt och valbarhet. Kvinnor kunde i allmänhet inte inneha politiska ämbeten förrän de uppnått rösträtt och blivit valbara, en tidpunkt som skilde sig åt mellan olika länder. Även sedan kvinnlig rösträtt har införts, och kvinnor formellt fått rätten att sitta i parlament och utnämnas till politiska ämbeten, har den praktiska tidpunkten för när de faktiskt har kunnat utnyttja denna rätt berott på om politiska partier varit villiga att nominera kvinnor till valbar plats, eller politiska makthavare varit villiga att utnämna kvinnor till olika poster. Tidpunkten för när kvinnor har uppnått olika politiska poster har därför skilt sig mellan länder även efter att dessa infört kvinnlig rösträtt och valbarhet. Även när kvinnor har fyllt vissa poster, har andelen kvinnor på olika poster, och vid vilken tidpunkt de har uppnått dessa poster, skilt sig åt mellan olika länder. Anledningen till dessa skillnader har varit föremål för forskning.

## Parlamentsledamöter
Kvinnors representation i parlament har varit föremål för mycket forskning. I de flesta länder blev kvinnor automatiskt valbara samtidigt som de fick rösträtt, och valdes in i sitt lands parlament i det första valet som hållits efter att de fått rösträtt och blivit valbara. Sverige är ett sådant exempel. Detta var dock ingen självklarhet. I Nya Zeeland fick kvinnor rösträtt år 1893, men de blev inte valbara förrän år 1919, och den första kvinnan valdes inte in i parlamentet förrän år 1933. 
Inför valet 1994 började flera svenska riksdagspartier använda varvade listor. Efter valet 1994 blev riksdagen världens mest jämställda parlament. Det har (2022) fortfarande högre representation än de flesta länder utanför Norden. 
I april 2019 var den globala genomsnittet för kvinnlig representation i världens parlament 24,3 procent.  År 2020 bedömdes att kvinnors andel i världens parlament växte stadigt, men att kvinnor fortfarande var underrepresenterade. 

### Sverige
I Sverige var kvinnors antal i Riksdagen blygsamt fram till 1960-talet, men steg sedan långsamt fram till genombrottet på 1990-talet, varefter det sedan har varit mer eller mindre jämlikt. 
Kvinnor kom in i Sveriges riksdag för första gången 1921, och var då fem stycken. Antalet sjönk till endast fyra 1932, men steg därefter, och uppnådde tjugo stycken år 1942. 
Antalet kvinnor nådde dock inte över femtio förrän under 1960-talet, och så sent som 1962 var de fortfarande endast 47. 
Efter införandet av enkammarriksdagen var kvinnor år 1976 sjuttiofem kvinnor av 349 ledamöter. Genombrottet kom efter varannan damernas och riksdagsvalet 1994, då kvinnorna blev 141 av 349 ledamöter, och från 1994 och framåt har antalet varit mer jämlikt.
Det förekom aktivism vid flera tillfällen för att öka antalet kvinnor i politiken: av Föreningen Kvinnolistan 1927, Kommittén för ökad kvinnorepresentation 1937, Samarbetskommittén för ökad kvinnorepresentation 1968 och Stödstrumporna 1991, av vilka endast den sista hade verklig framgång.

## Regeringsministrar
Den första kvinnliga viceministern i världen var Sofia Panina, vice social- och utbildningsminister i den provisoriska regeringen i Ryssland 1917. Den första kvinnliga ministern i världen tillträdde senare samma år. Det var Aleksandra Kollontaj, som var folkkommissarie för sociala frågor, det vill säga socialminister, i den kommunistiska bolsjevikregeringen. Den första kvinnliga ministern i en demokratisk regering var Constance Markiewicz på Irland 1919. 
De allra flesta länder fick sina första kvinnliga ministrar först efter andra världskriget, och det var först efter 1970-talet de blev vanliga. De första kvinnliga ministrarna hade ofta ansvar för sociala frågor, som utbildning och sjukvård. Internationellt är det först efter 1990-talet som kvinnor har blivit en normal beståndsdel av en regering och börjat tilldelas tyngre poster. 
Sverige fick sin första kvinnliga minister 1947, men det var inte förrän 1966 de blev fler än en kvinna i regeringen samtidigt. Sedan 1954 och framåt har det alltid funnits kvinnor i den svenska regeringen.

## Regeringschefer och statschefer
Titeln för en regeringschef och en statschef (icke medräknat monarker) varierar i världen. I sammanhanget borträknats kungliga kvinnliga statschefer. Vanligen kallas moderna regeringschefer premiärministrar och icke kungliga statschefer för presidenter. Vilka befogenheter dessa har varierar mellan olika länder. I vissa fall är regeringschefen den som styr landet medan statschefen endast har en ceremoniell roll, och i andra fall utses premiärministern av presidenten, som har de verkställande makten. I vissa fall är regeringschefen och statschefen samma person.
Evhenia Bosch var folkkommissarie för Ukraina 1917–1918 och därmed formellt sovjetrepublikens statschef. Hon har därför ibland kallats världens första kvinnliga regeringschef. Sovjetstaten Ukraina var dock bara en stat på papperet och inte en egen nation vid denna tidpunkt. Det fanns ytterligare ett antal kvinnor som tjänstgjorde som formella statschefer i ett antal sovjetrepubliker, men dessa räknas inte som statschefer i praktiken eftersom sovjetrepublikerna inte var egna nationer. Khertek Anchimaa-Toka var statschef i den sovjetiska lydstaten Folkrepubliken Tuva 1940-1944, innan denna även formellt inlemmades i Sovjet. Süchbaataryn Jandzjmaa blev 1953 ställföreträdande statschef i Folkrepubliken Mongoliet. 
Världens första valda kvinnliga regeringschef (premiärminister) var Sirimavo Bandaranaike, som valdes till premiärminister på Sri Lanka år 1960. Den första kvinnliga regeringschefen i Europa var Margaret Thatcher, som blev Storbritanniens premiärminister 1979. Världens första kvinnliga president var Isabel Perón, som blev Argentinas president 1974. Hon blev president i sin egenskap av vice president mitt under en mandatperiod och blev därför inte vald. Den första valda kvinnliga presidenten var Vigdís Finnbogadóttir, som valdes till Islands president 1980. 
Sri Lanka blev 1994 det första landet i världen att ha en kvinna som både (icke kunglig) statschef och regeringschef samtidigt, då Chandrika Kumaratunga var president och Sirimavo Bandaranaike premiärminister samtidigt. Mary McAleese efterträdde 1997 Mary Robinson som Irlands president och blev därmed den första kvinna att efterträda en annan kvinna som president. När Beata Szydło år 2015 efterträdde Ewa Kopacz som Polens premiärminister, var det första gången en kvinna efterträdde en annan kvinna som regeringschef. 
Kvinnliga regerings- och statschefer utgjorde undantag fram till 1990-talet: endast tjugo kvinnor tjänade som regeringschefer eller (icke kungliga) statschefer före år 1990. 
Mellan 1960 och 2015 blev 108 kvinnor stats- eller regeringschefer i 70 länder, merparten regeringschefer.
När Barbados blev en republik 2021, blev det första landet i världen att ha en kvinna, Sandra Mason, som inledande president. Landet har inte haft en manlig president ännu.

## Den första kvinnan på olika politiska poster

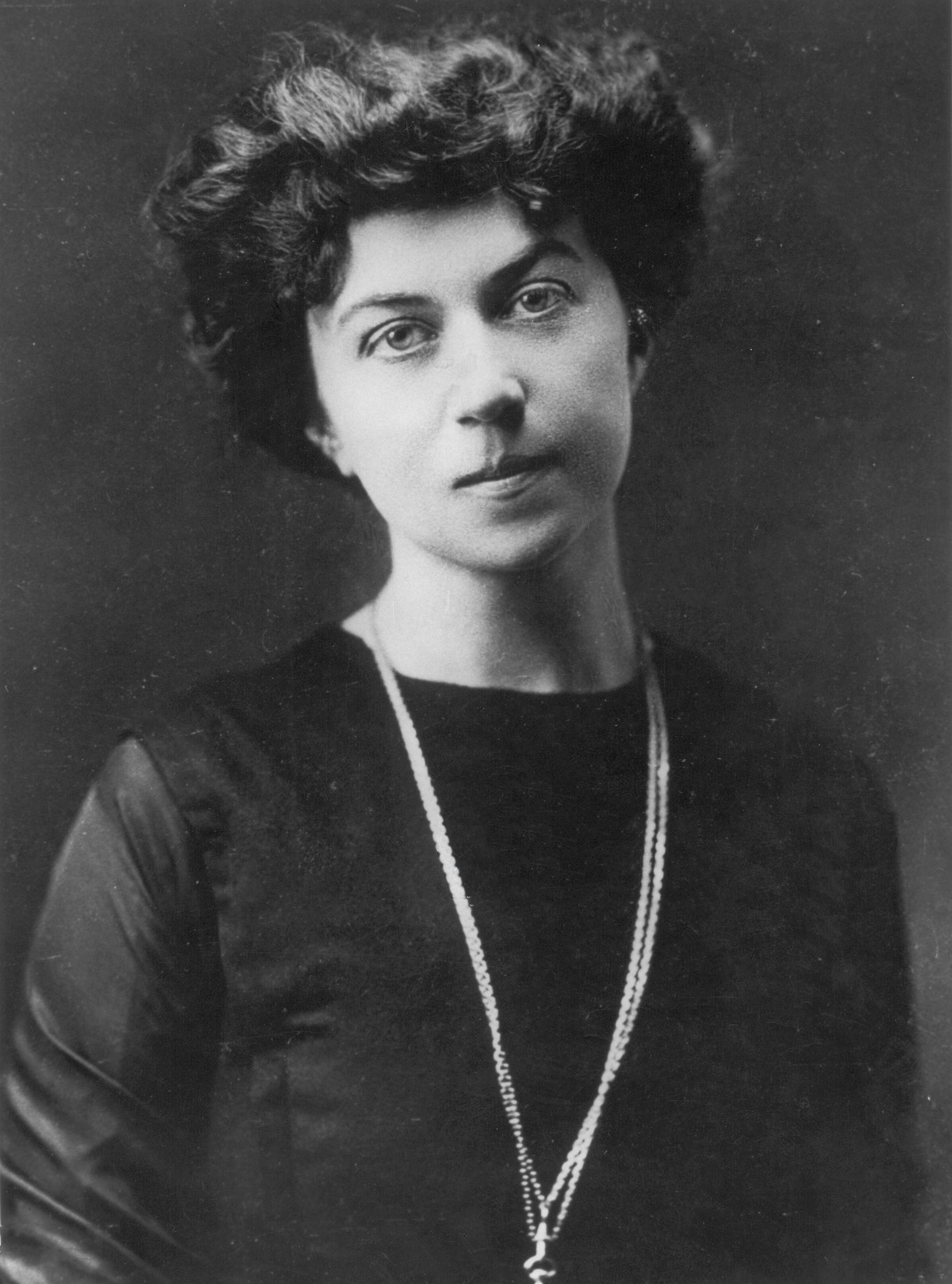
Aleksandra Kollontaj.

Den första kvinnan på en politisk post har ofta betraktats som en historisk händelse. Nedan räknas den första kvinnliga innehavaren av ett visst politiskt ämbete upp. Observera att detta endast gäller den första innehavaren av detta ämbete, och endast politiska ämbeten inom ett modernt politiskt system. Listorna står i kronologisk ordning. 

### Internationellt
Denna lista räknar upp den kvinna som var först på en politisk post inte bara i sitt eget land utan även i hela världen. 
- Borgmästare: Susanna M. Salter, Argonia, Kansas, 1887 (Nancy Smith valdes 1862 till borgmästare i Oskaloosa i Iowa men tillträdde aldrig).
- Vice Minister: Sofia Panina, vice social- och utbildningsminister, Ryssland, 1917
- Minister: Aleksandra Kollontaj, socialminister (folkkommissarie för sociala frågor), Ryssland, 1917
- Arbetsmarknadsminister: Constance Markiewicz, Irland, 1919
- NF-delegat: Elena Văcărescu, Nationernas förbund, 1922
- Utbildningsminister: Nina Bang, Danmark, 1924
- Hälsominister: Dolgor Puntsag, Mongoliet, 1930
- Finansminister: Varvara Jakovleva, Ryssland, 1930
- Justitieminister: Ayna Sultanova, Azerbajdzjan, 1938
- FN-delegat: Jessie Street (Australien), Bertha Lutz (Brasilien), Minerva Bernardino (Dominikanska republiken), Virginia Gildersleeve (USA), 1945
- Utrikesminister: Ana Pauker, Rumänien, 1947
- Tredje vicepresident: Soong Ching-ling, Kina, 1949
- Chef för FN:s avdelning för sociala frågor: Alva Myrdal, FN, 1949
- Ordförande för en FN-kommission: Marie-Hélène Lefaucheux, 1947
- Ordförande för en FN-kommittee: Anna Figueroa Gajardo (Chile), 1951
- Chef för Unescos socialvetenskapliga avdelning: Alva Myrdal, FN, 1951
- Ordförande i FN:s generalförsamling: Vijaya Lakshmi Pandit (Indien), 1953
- Inrikesminister: Qian Ying, Kina, 1954
- Ständig representant: Agda Rössel, FN, 1958
- Andra vicepresident:  Soong Ching-ling, Kina, 1959
- Regeringschef: Sirimavo Bandaranaike, Sri Lanka, 1960
- Försvarsminister: Sirimavo Bandaranaike, Sri Lanka, 1960
- Vicepresident: Soong Ching-ling, Kina, 1968
- Biträdande generalsekreterare i FN:s generalförsamling: Helvi Sipilä (Finland), 1972
- Ordförande för FN:s säkerhetsråd: Jeanne Martin Cissé (Guinea), 1972
- Statschef: Isabel Perón, Argentina, 1974 (första valda: Vigdís Finnbogadóttir, Island, 1980)
- Talman i Europaparlamentet : Simone Veil, 1979
- EU-kommissionär: Christiane Scrivener och Vasso Papandreou, 1989
- Vice Generalsekreterare för FN: Louise Fréchette, 1996
- Europeiska kommissionens ordförande: Ursula von der Leyen, 2019

#### Albanien
- Parlamentsledamot: Naxhije Dume, Liri Gega och Ollga Plumbi, 1946
- Minister (social-, kultur- och vetenskapsminister): Nexhmije Hoxha, 1946
- Ledamot i Presidiet: Liri Belishova, 1950
- Talman: Mine Guri, 1978
- Vice Premiärminister: Ermelinda Meksi, 2003

#### Algeriet
- Parlamentsledamot: Alice Sportisse Gomez-Nadal, 1946
- Minister (socialminister): Z'hour Ounissi, 1982

#### Australien
- Stadsfullmäktige: Grace Benny, 1919
- Parlamentsledamot (delstatsparlament): Edith Cowan, Western Australia, 1921
- Borgmästare: Lilian Fowler, Newtown, New South Wales, 1937
- Parlamentsledamot: Enid Lyons, 1943
- Senator: Dorothy Tangney, 1943
- Minister: Enid Lyons, 1949
- Lokal premiärminister: Rosemary Follett, Australian Capital Territory, 1989
- Delstatlig premiärminister: Carmen Lawrence, Western Australia, 1990
- Delstatlig guvernör: Roma Mitchell, South Australia, 1991
- Vice premiärminister: Julia Gillard, 2007
- Generalguvernör: Quentin Bryce, 2008
- Premiärminister: Julia Gillard, 2010

#### Belgien
- Senator: Marie Janson, 1921
- Parlamentsledamot: Lucie Dejardin, 1929
- Borgmästare (Gheluvelt): Léonie Keingiaert de Gheluvelt, 1921
- Minister (familjeminister): Marguerite De Riemaecker-Legot, 1965
- Premiärminister: Sophie Wilmès, 2019

#### Bulgarien
- Parlamentsledamot: femton kvinnor, 1945
- Minister (kommunikationsminister): Tsola Dragojtjeva, 1947
- Medlem i Politbyrån: Nadja Zenuka Vasileva Zjikova, 1961
- Premiärminister: Reneta Indzjova, 1994

#### Chile
- Borgmästare: Alicia Cañas, Providencia, 1935
- Guvernör: Olga Boettcher, La Unión Department, 1941
- Parlamentsledamot: Inés Enríquez Frödden, 1951
- Minister: Adriana Olguín, justitieminister, 1952
- Utbildningsminister: María Teresa del Canto, 1952
- Senator: María de la Cruz, 1953
- Arbets- och socialminister: Mireya Baltra, 1972
- President: Michelle Bachelet, 2006

#### Danmark
- Parlamentsledamot: fyra till folketinget[6] och fem till Landstinget[7], 1918
- Minister: Nina Bang, utbildningsminister, 1924
- Borgmästare: Eva Madsen, Stege, 1950
- Justitieminister: Helga Pedersen, 1950
- Hushålls- och barnminister: Fanny Jensen, 1947
- Ecklesiastikminister: Bodil Koch, 1950
- Handelsminister: Lis Groes, 1950
- Kulturminister: Bodil Koch, 1966
- Finansminister: Pia Gjellerup, 2000
- Utrikesminister: Lene Espersen, 2010
- Statsminister: Helle Thorning-Schmidt, 2011
- Folketingets talman: Pia Kjærsgaard, 2015

#### Egypten
- Parlamentsledamot: Rawya Ateya, 1957 (först i hela Arabvärlden)
- Minister: Hikmat Abu Zayd, socialminister, 1962
- Borgmästare: Eva Habil, Komboha, 2008

#### Estland
- Parlamentsledamot: sju kvinnor [8], 1919
- Minister (socialminister): Olga Lauristin, 1944
- President: Kersti Kaljulaid, 2016
- Premiärminister: Kaja Kallas , 2021

#### Förenade Arabemiraten
- Vice statssekreterare: Aysha al-Sayaar, vice statssekreterare för utbildning, 1996 (första politiska ämbetet för en kvinna)
- Minister: Lubna Khalid Al Qasimi, minister för ekonomisk planering, 2004

#### Ghana
- Parlamentsledamot: Mabel Dove Danquah, 1954
- Minister: Susanna Al-Hassan, minister för sociala frågor, 1963 (första kvinnliga ministern i Afrika)
- Talman: Joyce Bamford-Addo, 2009

#### Grekland
- Parlamentsledamot: Eleni Skoura, 1953
- Borgmästare (Korfu): Maria Desylla-Kapodistria, 1953
- Minister (socialminister): Lina Tsaldari, 1956
- Talman: Anna Psarouda-Benaki, 2004
- Premiärminister:  Vassiliki Thanou-Christophilou, 2015
- President: Katerina Sakellaropoulou, 2020

#### Etiopien
- Parlamentsledamot: Senedu Gebru, 1957
- Minister (biträdande utrikesminister): Youdith Imre, 1966
- President: Sahle-Work Zewde, 2018

#### Finland

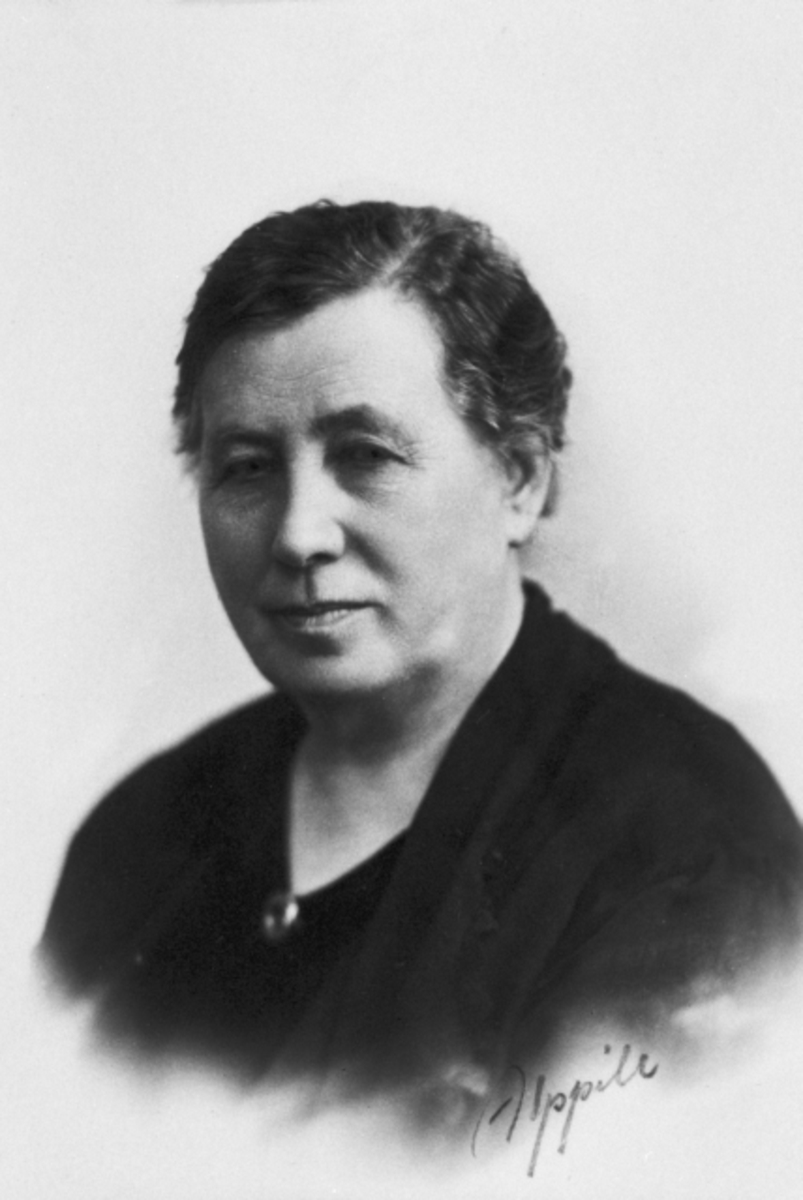
Miina Sillanpää

- Parlamentsledamot: nitton kvinnor, 1907
- Vice minister: Miina Sillanpää, vice socialminister, 1926
- Utbildningsminister: Kerttu Saalasti, 1954
- Social- och hälsominister: Tyyne Leivo-Larsson, 1957
- Vice statsminister: Tyyne Leivo-Larsson, 1958
- Borgmästare: Birgitta Landgren, Loviisa, 1973
- Minister för nordiskt samarbete: Marjatta Väänänen, 1973
- Justitieminister: Inkeri Anttila, 1975
- Utbildningsminister: Marjatta Väänänen, 1976
- Handels- och industriminister: Pirkko Työläjärvi, 1981
- Kultur- och vetenskapsminister: Kaarina Suonio, 1982
- Talman: Riitta Uosukainen, 1995
- President: Tarja Halonen, 2000
- Statsminister: Anneli Jäätteenmäki, 2003

#### Frankrike
- Vice minister: Cécile Brunschvicg, Suzanne Lacore och Irène Joliot-Curie, 1936
- Borgmästare: Marie-Rose Bouchemousse, Vigeois, 1943 (utsedd: fem kvinnor valdes 1945)
- Parlamentsledamot: 33 kvinnor, 1945
- Minister: Germaine Poinso-Chapuis, hälsominister, 1947
- Premiärminister: Édith Cresson, 1991
- Justitieminister: Élisabeth Guigou, 1997
- Försvarsminister: Michèle Alliot-Marie, 2002
- Finansminister: Christine Lagarde, 2007
- Utrikesminister: Michèle Alliot-Marie, 2010
- Paris borgmästare: Anne Hidalgo, 2014

#### Indien
- Parlamentsledamot (i ett lokalt parlament): Muthulakshmi Reddy, 1921
- Parlamentsledamot: Radhabai Subbarayan, 1937
- Minister (i lokalregering): Vijaya Lakshmi Pandit, 1938
- Minister (i den nationella regeringen): Rajkumari Amrit Kaur, hälsominister, 1947
- Guvernör: Sarojini Naidu, United Provinces, 1947
- Kommunikationsminister: Rajkumari Amrit Kaur, 1951
- Borgmästare: Aruna Asaf Ali, Delhi, 1958
- Lokal premiärminister: Sucheta Kripalani, Uttar Pradesh, 1963
- Informationsminister: Indira Gandhi, 1964
- Premiärminister: Indira Gandhi, 1966
- Utrikesminister: Indira Gandhi, 1967
- Talman (överhuset): Indira Gandhi, 1967
- Finansminister: Indira Gandhi, 1970
- Inrikesminister: Indira Gandhi, 1970
- Försvarsminister: Indira Gandhi, 1975
- President: Pratibha Patil, 2007

#### Irak
- Minister: Naziha al-Dulaimi , kommunalminister, 1958 (första kvinnliga ministern i Arabvärlden)
- Parlamentsledamot: Sexton kvinnor 1980[9]

#### Iran
- Parlamentsledamot: Mehrangiz Dowlatshahi, Nayereh Ebtehaj-Samii, Showkat Malek Jahanbani, Nezhat Nafisi, Farrokhroo Parsa och Hajar Tarbiat, 1963
- Senator: Mehrangiz Manouchehrian och Shams ol-Moluk Mosahab, 1963
- Vice minister (vice utbildningsminister): Farrokhroo Parsa, 1963
- Minister (utbildningsminister): Farrokhroo Parsa, 1968
- Borgmästare (i Ahvaz): Dabir Azam Hosna, 1970
- Vice talman: Nayereh Ebtehaj-Samii, 1975
- Jämställdhetsminister: Mahnaz Afkhami, 1976

#### Israel
- Parlamentsledamot: elva kvinnor, 1949
- Minister (Arbetsmarknadsminister): Golda Meir, 1949[10]
- Socialminister: Golda Meir, 1949
- Utrikesminister: Golda Meir, 1956
- Kabinettsekreterare: Yael Uzai, 1963
- Premiärminister: Golda Meir, 1969
- Statsråd utan portfölj för mänskliga rättigheter: Shulamit Aloni, 1974
- Hälsominister: Shoshana Arbeli-Almoslino, 1986
- Kultur- och utbildningsminister: Shulamit Aloni, 1992
- Vice President: Dalia Itzik, 2007

#### Italien
- Parlamentsledamot: tjugoett kvinnor, 1946
- Vice minister (för industri och handel): Angela Maria Guidi Cingolani, 1951[11]
- Vice minister (för utbildning): Maria de Unterrichter Iervolino, 1954
- Vice minister (för arbete och social säkerhet): Angela Gotelli, 1959
- Vice minister (för hälsa): Maria de Unterrichter Iervolino, 1963
- Vice minister (för industri och handel): Maria Vittoria Mezza, 1963
- Minister (social- och arbetsmarknadsminister): Tina Anselmi, 1976
- Hälsominister: Tina Anselmi, 1978
- Utbildningsminister: Franca Falcucci , 1979
- Minister utan portfölj: Rosa Russo Iervolino, 1987
- Kultur- och miljöminister: Vincenza Bono Parrino, 1988
- Turist- och underhållningsminister: Margherita Bonivier, 1991
- Utrikesminister: Susanna Agnelli, 1995
- Premiärminister: Giorgia Meloni, 2022

#### Japan
- Parlamentsledamot: 39 kvinnor, bland dem Katō Shidzue, 1946
- Minister: Masa Nakayama, hälsominister, 1960
- Teknikminister: Tsuruyo Kondo, 1962
- Miljöminister: Shige Ishimoto, 1984
- Minister för Ekonomisk planering: Sumiko Takahara, 1989
- Borgmästare: Harue Kitamura, Ashiya, 1991
- Talman i Underhuset: Takako Doi, 1993
- Justitieminister: Ritsuko Nagao, 1996
- Guvernör: Fusae Ota, Osaka, 2000
- Utrikesminister: Makiko Tanaka, 2001

#### Jordanien
- Minister (social utveckling): Ina'am Al-Mufti, 1980
- Parlamentsledamot: Leila A. Sharaf, 1989
- Vice premiärminister: Rima Khalaf, 1999

#### Kanada
- Stadsfullmäktige: Hannah Gale, 1917
- Parlamentsledamot (provinsförsamling): Louise McKinney, Alberta, 1917
- Parlamentsledamot (Kanadas parlament): Agnes Macphail, 1921
- Minister på lokal nivå: Mary Ellen Smith, 1921
- Talman på lokal nivå: Mary Ellen Smith, 1928
- Senator: Cairine Wilson, 1930
- Borgmästare: Barbara Hanley (Webbwood, Ontario), 1936
- Minister på federal nivå: Ellen Fairclough, 1958
- Viceguvernör för en av provinserna: Pauline Mills McGibbon (Ontarios viceguvernör), 1974
- Generalguvernör: Jeanne Sauvé, 1984
- Premiärminister för en av provinserna: Rita Johnston (British Columbias premiärminister), 1991
- Kanadas premiärminister: Kim Campbell, 1993
- Vice premiärminister: Sheila Copps, 1993

#### Kina

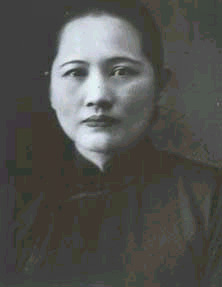
Soong Ching-ling, 1937

- Minister (lokal regering): He Xiangning, minister för kvinnofrågor, 1923
- Medlem i Kuomintangpartiets centralkommitté: Soong Ching-ling, 1926
- Ställföreträdande regeringschef för Kantonregeringen: Chen Bijun, 1944
- Medlem i Kuomintangregeringens nationella råd: Wu Yi-fang, 1947
- Minister (för textilindustrin): Feng Yunhe, 1949
- Hälsominister: Li Dequan , 1949
- Justitieminister: Shi Liang, 1949
- Tredje vicepresident: Soong Ching-ling, 1949
- Inrikesminister: Qian Ying, 1954
- Andra vicepresident: Soong Ching-ling, 1959
- Vicepresident: Soong Ching-ling, 1968
- Medlem i Politbyrån: Jiang Qing, 1969
- Vice premiärminister: Wu Guixian, 1975
- Hederspresident: Soong Ching-ling, 1981
- Statssekreterare: Chen Muhua, 1982
- Guvernör: Gu Xiulian, Jiangshi, 1983

#### Lettland
- Parlamentsledamot: sex kvinnor[12], 1920
- Vice minister (för utbildning): Valērija Seile, 1921
- Minister (för statskontroll): Olga Martynovna Auguste, 1941
- President: Vaira Vīķe-Freiberga, 1999
- Premiärminister: Laimdota Straujuma, 2014

#### Libanon
- Parlamentsledamot: Myrna Bustani, 1963
- Minister (industriminister):Leila Al Solh, 2004

#### Libyen
- Parlamentsledamot: Fatima Abd al-Hafiz Mukhtar, 1989
- Minister (utbildningsminister): Fatima (Abkul) Abd al-Hafiz Mukhtar, 1989[13]

#### Litauen
- Parlamentsledamot: fem kvinnor[14], 1920
- Talman: Gabrielė Petkevičaitė-Bitė, 1920
- Vice president: Leokadija Diržinskaitė-Piliušenko , 1959
- Minister (utrikesminister): Leokadija Diržinskaitė-Piliušenko, 1961
- Premiärminister: Kazimira Prunskienė, 1990

#### Marocko
- Parlamentsledamot: Latifa Bennani-Smires och Badia Skalli, 1993
- Minister (kommissionär för handikappade): Aziza Bennani, 1994

#### Nederländerna
- Parlamentsledamot: Suze Groeneweg, 1917
- Senator: Carry Pothuis-Smit, 1920
- Statssekreterare (för utbildning): Anna de Waal, 1953
- Minister (socialminister): Marga Klompé, 1956

#### Nordmakedonien
- President: Gordana Siljanovska-Davkova, 2024

#### Norge
- Parlamentsledamot (ersättare): Anna Rogstad, 1911 (vald: Karen Platou, 1921)
- Borgmästare: Aasa Helgesen, Utsira, 1926
- Minister: Kirsten Hansteen, socialminister, 1945
- Hushållsminister: Aase Bjerkholt, 1955
- Familj- och konsumentminister: Aase Bjerkholt, 1956
- Justitieminister: Elisabeth Schweigaard Selmer, 1965
- Partiledare för stortingsparti: Eva Kolstad (Venstre), 1974
- Statsforvalter: Ebba Lodden, Aust-Agder, 1974
- Statsminister: Gro Harlem Brundtland, 1981
- Stortingspresident: Kirsti Kolle Grøndahl, 1993
- Försvarsminister: Eldbjørg Løwer, 1999
- Finansminister: Kristin Halvorsen, 2005
- Utrikesminister: Ine Marie Eriksen Søreide, 2017

#### Nya Zeeland
- Borgmästare: Elizabeth Yates, 1894
- Parlamentsledamot: Elizabeth McCombs, 1933
- Minister: Mabel Howard, 1947
- Vice premiärminister: Helen Clark, 1989
- Generalguvernör: Catherine Tizard, 1990
- Premiärminister: Jenny Shipley, 1997

#### Pakistan
- Parlamentsledamot: Shaista Suhrawardy Ikramullah och Jahanara Shahnawaz, 1947
- Vice Talman: Jahanara Shahnawaz, 1947
- Presidentkandidat: Fatima Jinnah, 1960
- Minister (utbildningsminister): Mahmooda Salim Khan, 1962
- Guvernör (i Sindh): Ra'ana Liaquat Ali Khan, 1973
- Partiledare: Nusrat Bhutto, 1979
- Premiärminister: Benazir Bhutto, 1988
- Vice Premiärminister: Nusrat Bhutto, 1988
- Talman: Fahmida Mirza, 2008

#### Polen
- Parlamentsledamot: åtta kvinnor[15], 1919
- Senator: Zofia Daszyńska-Golińska, 1928
- Minister (justitieminister):  Zofia Wasilkowska, 1956
- Premiärminister: Hanna Suchocka , 1992

#### Portugal
- Parlamentsledamot: tre kvinnor[16], 1934
- Minister (socialminister): Maria de Lurdes Pintasilgo, 1974
- Premiärminister: Maria de Lurdes Pintasilgo, 1979

#### Rumänien
- Borgmästare (Bogdănești, Vaslui): Luiza Zavloschi, 1930
- Parlamentsledamot: arton kvinnor, 1946
- Minister (hälsominister): Florica Bagdasar, 1946
- Utrikesminister: Ana Pauker, 1947
- Vice talman i statspresidiet: Constanța Crăciun , 1966
- Medlem i Politbyrån: Lina Ciobanu, 1977
- Vice premiärminister: Elena Ceauşescu, 1980
- Premiärminister: Viorica Dăncilă, 2018

#### Ryssland
Ryska republiken

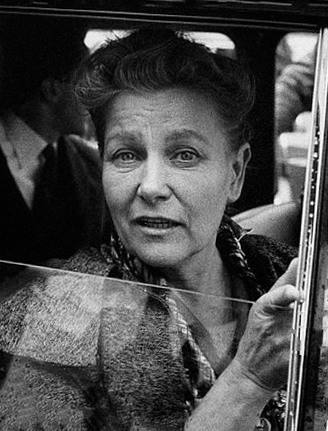
Jekaterina Furtseva, 1964

- Vice Minister: Sofia Panina, vice social- och utbildningsminister, 1917

Sovjetunionen
- Minister: Aleksandra Kollontaj, socialminister (folkkommissarie för sociala frågor), 1917
- Kandidatmedlem i Politbyrån: Jelena Stasova, 1919
- Ledamot i Centralkommittén i Sovjetunionens kommunistiska parti: Nadezjda Krupskaja, 1924
- Vice utbildningsminister: Nadezjda Krupskaja, 1929
- Finansminister: Varvara Jakovleva, 1930
- Medlem i Sovjetunionens högsta sovjet: Nadezjda Krupskaja, 1931
- Ledamot i Sovjetunionens högsta sovjet: Nadezjda Krupskaja och Klavdija Nikolajeva, 1937
- Första sekreterare i Sovjetunionens kommunistiska parti: Domna Komarova, 1948
- Hälsominister: Maria Kovrigina, 1953
- Fullvärdig medlem i Politbyrån: Jekaterina Furtseva, 1957
- Kulturminister: Jekaterina Furtseva, 1960
- Vice minister för lätt industri: Jevdokia Karpova, 1964
- Vice ordförande ministerrådet: Lidia Lykova, 1967
- Ordförande för Sovjetunionens högsta sovjet: Tatjana Georgijevna Ivanova, 1985

Ryska federationen
- Guvernör: Valentina Matvijenko (Sankt Petersburgs guvernör), 2003
- Handelsminister: Elvira Nabiullina, 2007
- Federationsrådets ordförande: Valentina Matvijenko, 2011
- Vice premiärminister: Olga Golodets, 2012

#### Schweiz
- Medlem i kommunfullmäktige: Trudy Späth-Schweizer, 1958
- President i ett kantonparlament (Genève): Emma Kammacher, 1965
- Borgmästare (Genève): Lise Girardin, 1968
- Medlem i Ständerrådet: Lise Girardin, 1971
- Nationalrådet: Elva kvinnor, 1971
- Ledamot av Förbundsrådet: Elisabeth Kopp, 1984
- Minister (Justitieminister): Elisabeth Kopp, 1984
- Vice Förbundspresident: Elisabeth Kopp, 1989
- Ordförande för Nationalrådet: Josi Meier, 1991
- Förbundspresident: Ruth Dreifuss, 1999

#### Spanien
- Borgmästare: Matilde Pérez Mollá, 1924 (första valda var María Domínguez Remón 1932)
- Parlamentsledamot: Margarita Nelken, Clara Campoamor och Victoria Kent, 1931
- Minister: Federica Montseny, hälsominister, 1936
- Kulturminister: Soledad Becerril, 1981

#### Storbritannien

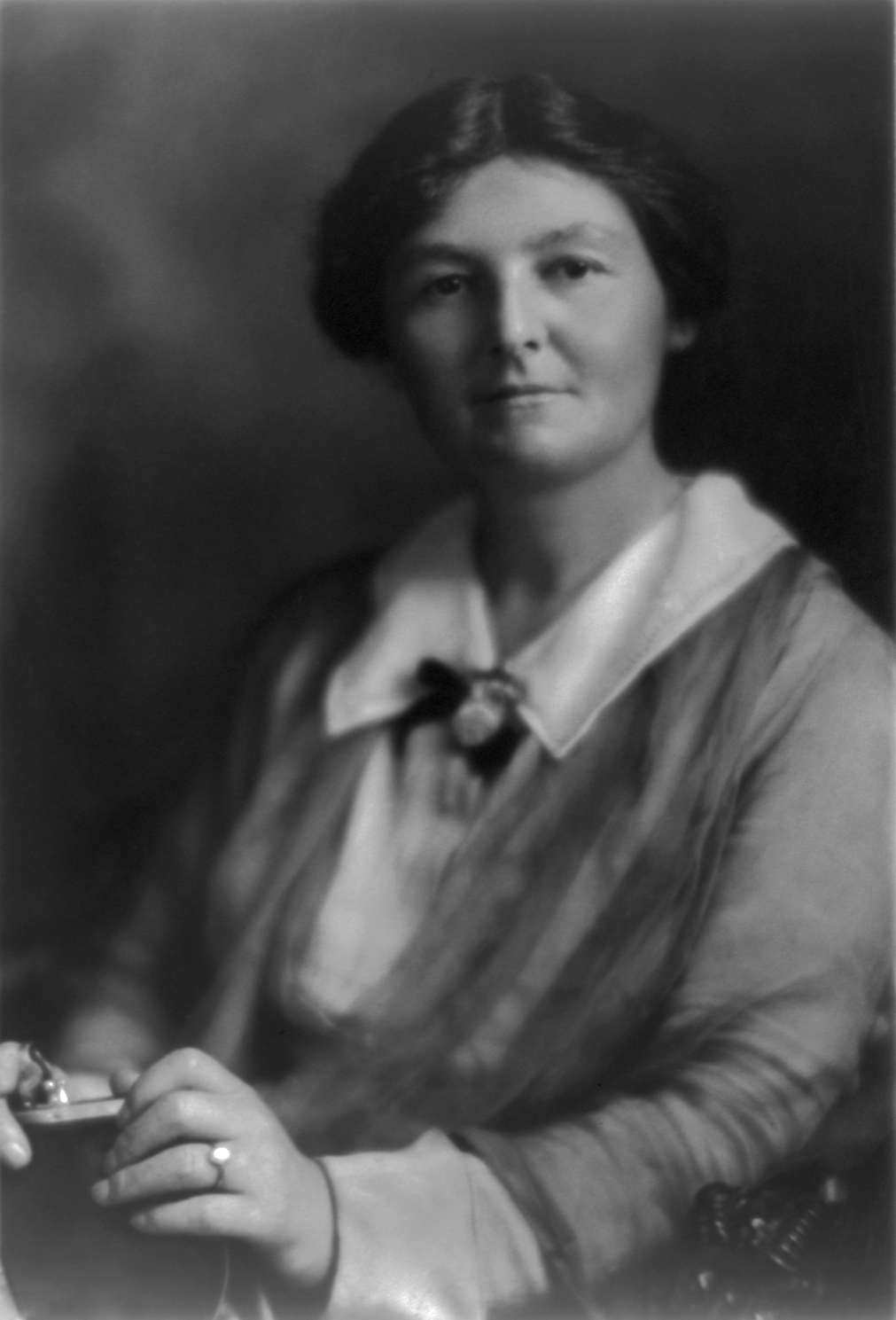
Margaret Bondfield

- Statlig styrelse (fattigvårdsstyrelse): Mary Clifford, 1875
- Ledamot i stadsfullmäktige: Margaret Ashton, 1908
- Borgmästare: Elizabeth Garrett Anderson, Aldeburgh, 1908
- Ledamot av underhuset: Constance Markiewicz, 1918 (den första som utnyttjade sin plats var Nancy Astor 1919)
- Minister: Margaret Bondfield, arbetsminister, 1929
- Utbildningsminister: Ellen Wilkinson, 1945
- Ledamot av överhuset: Stella Isaacs, 1958
- Whip: Harriet Slater, 1964
- Pensions- och försäkringsminister: Margaret Herbison, 1964
- Transportminister: Barbara Castle, 1965
- Guvernör (Trinidad och Tobago): Hilda Bynoe, 1967
- Biträdande premiärminister: Barbara Castle, 1968
- Socialminister: Barbara Castle, 1974
- Oppositionsledare: Margaret Thatcher, 1975
- Premiärminister: Margaret Thatcher, 1979
- Generalguvernör (Belize): Elmira Minita Gordon, 1981
- Talman för Överhuset: Janet Young, 1981
- Talman för Underhuset: Betty Boothroyd, 1992
- Minister för Skottland: Helen Liddell, 2001
- Utrikesminister: Margaret Beckett, 2006
- Inrikesminister: Jacqui Smith, 2007
- Lordkansler: Elizabeth Truss, 2016

#### Sverige

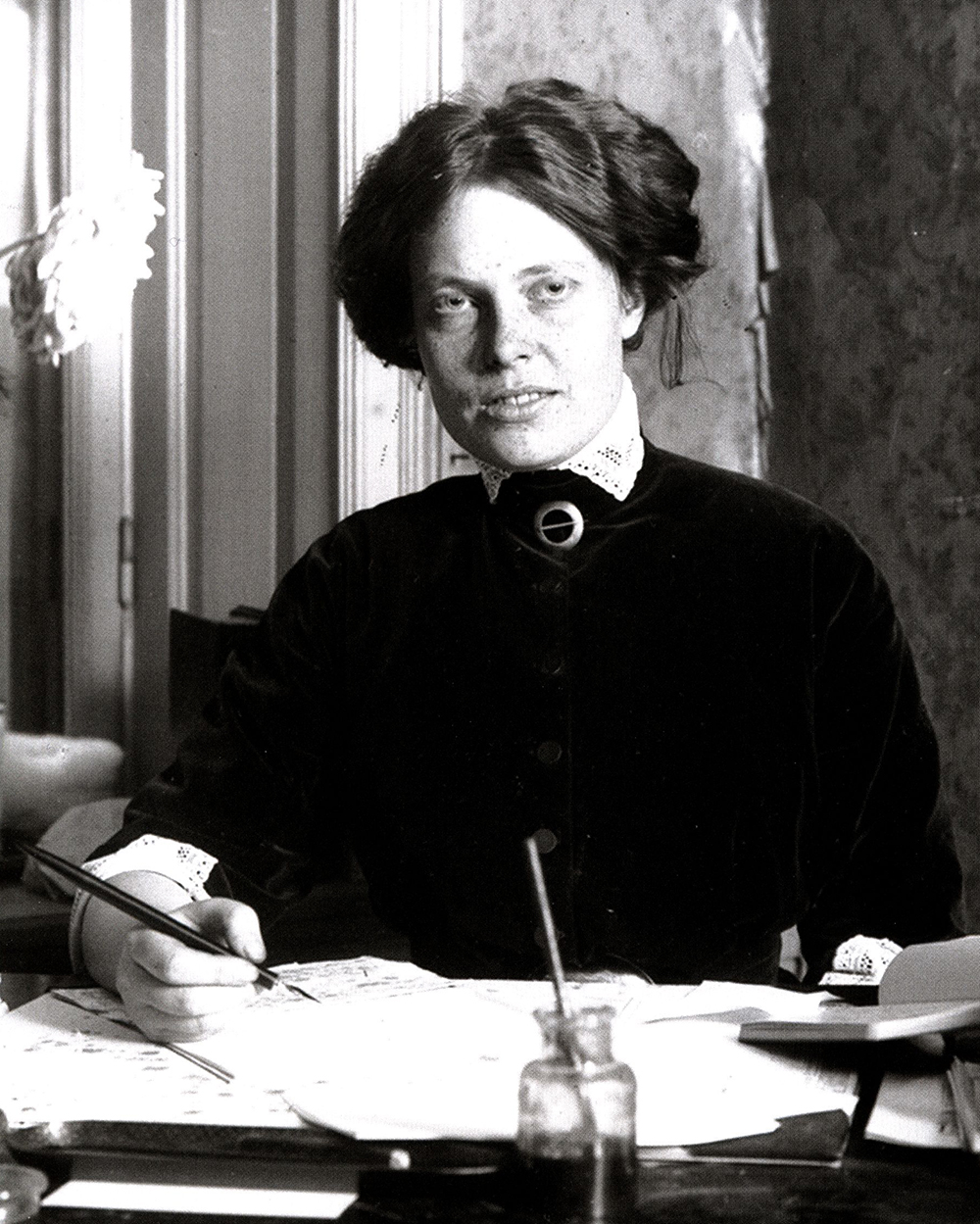
Kerstin Hesselgren

- Statlig styrelse (Fattigvårdsstyrelse): Lilly Engström, 1889
- Ledamot i Stadsfullmäktige: 38 kvinnor, 1910
- Ledamot av Riksdagens första kammare: Kerstin Hesselgren, 1921
- Ledamöter av Riksdagens andra kammare: Elisabeth Tamm, Agda Östlund, Nelly Thüring och Bertha Wellin, 1921
- Kommunalfullmäktigeordförande: Mary Reuterswärd, 1937
- Minister (Konsultativt statsråd): Karin Kock-Lindberg, 1947
- Ecklesiastikminister: Hildur Nygren, 1951
- Biståndsminister: Ulla Lindström, 1954
- FN-ambassadör: Agda Rössel, 1958
- Ordförande i Stadsfullmäktige: Blenda Ljungberg, Uppsala, 1959
- Häradshövding: Anna-Lisa Vinberg, 1962
- Kommunalråd: Ella Tengbom-Velander, Helsingborg, 1967
- Justitieråd: Ingrid Gärde Widemar, 1968
- Riksdagens andra vice talman: Cecilia Nettelbrandt, 1971
- Riksdagens tredje vice talman: Cecilia Nettelbrandt, 1974
- Landshövding: Camilla Odhnoff (Landshövding i Blekinge län), 1974
- Utrikesminister: Karin Söder, 1976
- Socialminister: Karin Söder, 1979
- Riksdagens första vice talman: Ingegerd Troedsson, 1979
- Arbetsmarknadsminister: Anna-Greta Leijon, 1982
- Partiledare för ett riksdagsparti: Karin Söder (Centerpartiet), 1985
- Miljöminister: Birgitta Dahl, 1986
- Handelsminister: Anita Gradin, 1986
- Justitieminister: Anna-Greta Leijon, 1987
- Kulturminister: Birgit Friggebo, 1991
- Riksdagens talman: Ingegerd Troedsson, 1991
- Finansminister: Anne Wibble, 1991
- Vice statsminister: Mona Sahlin, 1994
- Jordbruksminister: Margareta Winberg, 1994
- Finansborgarråd: Annika Billström, 2002
- Försvarsminister: Leni Björklund, 2002
- Näringsminister: Mona Sahlin, 2002
- EU-minister: Cecilia Malmström, 2006
- Statsminister: Magdalena Andersson, 2021

#### Sydkorea
- Minister: Louise Yim, industriminister, 1948
- Parlamentsledamot: Louise Yim, 1949 (första valda: fyra kvinnor blev dock utnämnda 1946)
- Premiärminister: Chang Sang, 2002
- President: Park Geun-hye, 2013

#### Syrien
- Parlamentsledamot: Jihan al-Mosli och Widad Haroun, 1960
- Minister: Najah al-Attar, kulturminister, 1976
- Vice president: Najah al-Attar, 2006

#### Taiwan
- Parlamentsledamot: Hsieh Er och Lin Shen, 1948
- Minister (för utlandskineser): He Xiangning, 1949
- Vice ordförande för ekonomiska planeringsrådet: Shirley Kuo Wang-jung, 1973
- Finansminister: Shirley Kuo Wang-jung, 1988
- Ordförande för ekonomiska planeringsrådet: Shirley Kuo Wang-jung, 1990
- Transport- och kommunikationsminister: Yeh Chu-lan, 2000
- Vicepresident: Annette Lu, 2000
- President: Tsai Ing-wen, 2016

#### Tunisien
- Parlamentsledamot: Radhia Haddad, 1959
- Minister (kvinnominister): Fethia Mzali, 1983

#### Turkiet
- Borgmästare (i Kılıçkaya, Artvin): Sadiye Hanim, 1930
- Muhtar (byledare): Gülkız Ürbül, 1933
- Parlamentsledamot: Sjutton kvinnor, 1935
- Senator: Mebrure Aksoley , 1964
- Minister (hälsominister): Türkân Akyol, 1971
- Guvernör (i Muğla): Lale Aytaman, 1991
- Premiärminister: Tansu Çiller, 1993
- Vice Premiärminister: Tansu Çiller, 1996

#### Tyskland
Weimarrepubliken
- Parlamentsledamot: trettiosex kvinnor, 1919.[17]

Ockuperade Tyskland
- Borgmästare: Louise Schroeder, Berlin, 1947

Västtyskland
- Statssekreterare: Gabriele Wülker, 1957
- Minister: Elisabeth Schwarzhaupt, hälsominister, 1961
- Förbundsdagspresident, Annemarie Renger, 1972

Östtyskland
- Medlem av Volkskammers Presidium: Friedel Malter, 1948
- Justitieminister: Hilde Benjamin, 1953
- President: Sabine Bergmann-Pohl, 1990

Enade Tyskland
- Justitieminister: Sabine Leutheusser-Schnarrenberger, 1992
- Ministerpresident för ett förbundsland: Heide Simonis (Schleswig-Holsteins ministerpresident), 1993
- Förbundskansler: Angela Merkel, 2005
- Försvarsminister: Ursula von der Leyen, 2013
- Utrikesminister: Annalena Baerbock, 2021

#### Ungern
- Parlamentsledamot: Margit Slachta, 1920
- Minister (hälsominister): Anna Ratkó, 1950
- Talman: Erzsébet Metzker Vass, 1963
- Vice premiärminister: Csehák Judit , 1984
- President: Katalin Novák, 2022

#### USA

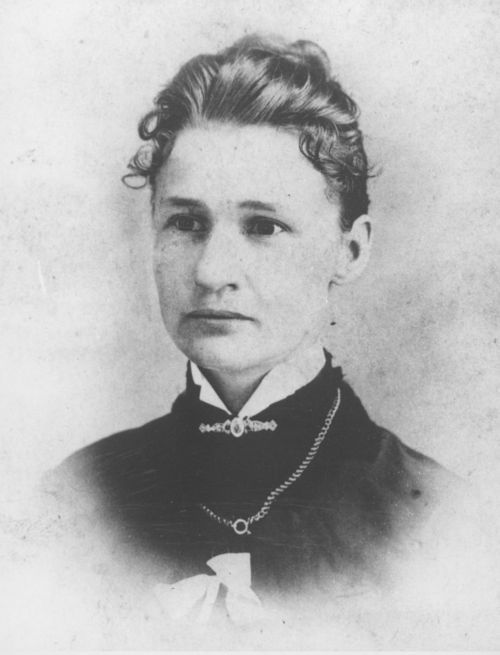
Susanna Madora Salter, första borgmästaren

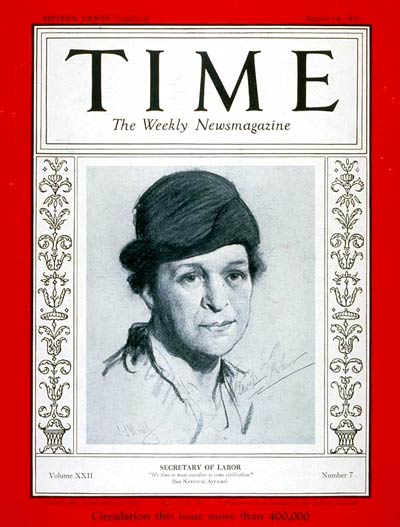
Frances Perkins, på omslag för Time Magazine 1933, första ministern (USA:s arbetsminister) på federal nivå.

- Medlem i statlig styrelse (skolstyrelse): Julia Addington, 1869
- Borgmästare: Susanna M. Salter, Argonia, Kansas, 1887 (Nancy Smith valdes till borgmästare i Oskaloosa, Iowa 1862 men tillträdde aldrig.)
- Ledamot av delstatsförsamling: Carrie C. Holly, Clara Cressingham och Frances S. Klock, Colorado, 1894[18]
- Delstatssenator: Martha Hughes Cannon, Utah, 1896
- Ställföreträdande guvernör (i Oregon): Carolyn B. Shelton, 1909
- Ledamot av USA:s representanthus: Jeannette Rankin, 1917[19]
- Senator: Rebecca Latimer Felton, utnämnd 1922 (första folkvalda: Hattie Caraway, 1931)
- Guvernör för en delstat (Wyomings guvernör): Nellie Tayloe Ross, 1925
- Minister (USA:s arbetsminister): Frances Perkins, 1933
- Viceguvernör för en delstat: Matilda Dodge Wilson, Michigan, 1940
- Treasurer of the United States: Georgia Neese Clark, 1949
- Hälso, utbildnings- och utbildningsminister: Oveta Culp Hobby, 1953
- Bostadsminister: Carla Anderson Hills, 1975
- Handelsminister: Juanita M. Kreps, 1977
- Utbildningsminister: Shirley Hufstedler, 1979
- Hälso- och socialminister: Patricia Roberts Harris, 1980
- FN-ambassadör: Jeane Kirkpatrick, 1981
- Domare i USA:s högsta domstol: Sandra Day O'Connor, 1981
- Transportminister: Elizabeth Dole, 1983
- Handelsrepresentant: Carla Anderson Hills, 1989
- District of Columbias borgmästare: Sharon Pratt Kelly, 1991
- Energiminister: Hazel R. O'Leary, 1993
- Justitieminister: Janet Reno, 1993
- Flygvapenminister: Sheila Widnall, 1993
- Utrikesminister: Madeleine Albright, 1997
- Inrikesminister: Gale Norton, 2001
- Nationell säkerhetsrådgivare till presidenten: Condoleezza Rice, 2001
- Jordbruksminister: Ann Veneman, 2001
- Marinminister: Susan Livingstone, 2003
- Talman i USA:s representanthus: Nancy Pelosi, 2007
- Inrikessäkerhetsminister: Janet Napolitano, 2009
- Ordförande för Federal Reserve System: Janet Yellen, 2014
- Generalpostmästare: Megan Brennan, 2015
- CIA-chef: Gina Haspel, 2018
- Nationell underrättelsedirektör: Avril Haines, 2021
- Vicepresident: Kamala Harris, 2021
- Finansminister: Janet Yellen, 2021
- Arméminister: Christine Wormuth, 2021
- President pro tempore i USA:s senat: Patty Murray, 2023
- Vita husets stabschef: Susie Wiles, 2025

#### Österrike
- Parlamentsledamot: åtta kvinnor[20], 1919
- Talman: Olga Ruder-Zeynek , 1927
- Statssekreterare: Helene Postranecky , 1945
- Minister (socialminister): Grete Rehor , 1966
- Förbundskansler: Brigitte Bierlein, 2019